# أبو بكر المروذي
أبو بكر، أحمد بن محمد بن الحجاج بن عبد الله، المَرُّوْذِيُّ (وُلد في حدود 200 هـ - توفي في جمادى الأولى 275 هـ) الإمام، القدوة، الفقيه، المحدث، شيخ الإسلام، نزيل بغداد، وصاحب الإمام أحمد. كان والده خوارزميًّا، وأمه مروذية (من مرو الروذ). وهو الذي تولى غماض أحمد بن حنبل وغسله.

## شيوخه
حدث عن؛ أحمد بن حنبل، ولازمه، وكان أجل أصحابه. وعن هارون بن معروف، ومحمد بن المنهال الضرير، وعبيد الله القواريري، وسريج بن يونس، ومحمد بن عبد الله بن نمير، وعثمان بن أبي شيبة، والعباس بن عبد العظيم ومحمد بن عبد العزيز بن أبي رزمة، آخرون.

## تلاميذه
حدث عنه؛ أبو بكر الخلال، ومحمد بن عيسى بن الوليد، ومحمد بن مخلد العطار، وعبد الله الخرقي والد الفقيه أبي القاسم، وأبو حامد أحمد بن عبد الله الحذاء، أبو الحسن علي بن محمد بن بشار البغدادي، أبو عوانة يعقوب بن إسحاق بن إبراهيم الإسفَـرَاييني أبو محمد الحسن بن علي بن خلف البربهاري، أبو بكر محمد بن حمدان بن حماد، الصيدلاني البغدادي الحنبلي، أبو مزاحم موسى بن عبيد الله بن يحيى بن خاقان الخاقاني البغدادي، وآخرون.

## قيل فيه
- ذكره الذهبي في سير أعلام النبلاء وقال فيه: «كان إماما في السنة، شديد الاتباع، له جلالة عجيبة ببغداد».[5]
- ذكره الخطيب في تاريخ بغداد فقال فيه: «هو المقدم من أصحاب أحمد لورعه وفضله، وكان أحمد يأنس به وينبسط إليه، وهو الذي تولى إغماضه لما مات وغسله، وقد روى عنه مسائل كثيرة، وأسند عنه أحاديث صالحة».[6]

## مؤلفاته المطبوعة
وصف بأنه كثير التصانيف إلا أنه لم يُحقق ويُطبع له سوى كتابان:
1. الورع (مطبوع)
2. أخبار الشيوخ وأخلاقهم (محقق ومطبوع)
3. العلل ومعرفة الرجال عن الإمام أحمد (صدر بتحقيق وصي الله بن محمد عباس عن الدار السلفية بالهند)[13]
4. الأدب(ذكره ابن مفلح في الآداب الشرعية 450/3)[13]
5. السنن بشواهد الحديث (ذكره ابن النديم في الفهرست ص321 )[13]
6. كتاب القصص (ذكره الذهبي في السير432/11)[13]
7. المقام المحمود (ذكره الخلال في السنة 217/1)[13]

### فهرس المراجع
1. 1 2  الزركلي (202)، ج. 1، ص. 205.
2. ↑  ابن المفلح (1990)، ج. 1، ص. 158.
3. ↑  ابن المفلح (1990)، ج. 1، ص. 156.
4. 1 2 3  الذهبي (1985)، ج. 13، ص. 173.
5. 1 2  الذهبي (1985)، ج. 13، ص. 175.
6. 1 2  الخطيب (2001)، ج. 6، ص. 104.
7. ↑  تاريخ بغداد، ج. 12، ص. 66.
8. ↑  العلل ومعرفة الرجال عن الإمام أحمد رواية المروذي، ص. 37.
9. ↑  سير أعلام النبلاء، ج. 15، ص. 90.
10. ↑  تاريخ بغداد، ج. 2، ص. 287.
11. ↑  طبقات الحنابلة، ج. 3، ص. 124.
12. ↑  سير أعلام النبلاء، ج. 15، ص. 94.
13. 1 2 3 4 5  ذكرها الدكتور عامر حسن صبري في تحقيقة لكتاب أخبار الشيوخ وأخلاقهم ص12 دار البشائر الإسلامية، ص. 12.

### المعلومات الكاملة للمراجع
- شمس الدين الذهبي (1985)، سير أعلام النبلاء، تحقيق: شعيب الأرنؤوط، مجموعة (ط. 1)، بيروت: مؤسسة الرسالة، OCLC:4770539064، QID:Q113078038
- ابن مفلح (1990)، المقصد الأرشد في ذكر أصحاب الإمام أحمد، تحقيق: عبد الرحمن العثيمين، الرياض: مكتبة الرشد، OCLC:236029910، QID:Q116984282
- الخطيب البغدادي (2001)، تاريخ بغداد، تحقيق: بشار عواد معروف (ط. 1)، بيروت: دار الغرب الإسلامي، OCLC:49659164، QID:Q114815356
- خير الدين الزركلي (2002)، الأعلام: قاموس تراجم لأشهر الرجال والنساء من العرب والمستعربين والمستشرقين (ط. 15)، بيروت: دار العلم للملايين، OCLC:1127653771، QID:Q113504685